# Пшенична Ольга Миколаївна
Пшенична Ольга Миколаївна; кол. нар. деп. України.
Н. 13.11.1948 (с. Новомиколаївка, Ленінський р-н, Кримська область) в сім'ї колгоспника; рос.
Осв.: Омський. пед. ін-т ім. Горького, природно-геог. ф-т, вчит. хімії і біології; Нац. юридична академія України ім. Ярослава Мудрого.
04.2002 — канд. в нар. деп. України, виб. окр. № 5, АР Крим, самовисування. За 2,40 %, 8 з 14 прет. На час виборів: головний консультант секретаріату Комітету з питань науки та освіти ВР України, б/п.
03.1998 — канд. в нар. деп. України, виб. окр. N 5, АР Крим. З'яв. 60,0 %, за 15,2 %, 3 місце з 11 прет. На час виборів: нар. деп. України, чл. СелПУ. 03.1998 — канд. в нар. деп. України від вибор. блоку СПУ-СелПУ, N 196 в списку.
Народний депутат України з 04.1994 (2-й тур) до 04.1998, Ленінський виб. окр. № 40, Респ. Крим, висун. тр. кол. Член Комітету з питань науки та народної освіти. Член МДГ. На час виборів: Ленінський райвідділ нар. освіти, зав.
- З 1969 — студ., Омський пед. ін-т ім. Горького.
- Після інстиуту працювала учит. в Мисовській 8-річній школі.
- З 1974 — організатор позакласної та позашкільної вих. роботи, заст. дир. з навч.-вих. роботи, дир., Новомиколаївська СШ Ленінського р-ну.
- З 1989 — зав., Ленінський відділ нар. освіти.

1990—1994 — деп. ВР Авт. Респ. Крим.
Член Комітету у справах жінок, материнства і дитинства при Президентові України (10.1995-11.1996).
Заслужений працівник народної освіти України (03.1997).

## Джерело
- Довідка [Архівовано 4 березня 2016 у Wayback Machine.]